# 臥牙丸勝
臥牙丸 勝（ががまる まさる、1987年2月23日 - 、本名は在日ジョージア大使館などでは「テイムラズ・ジュゲリ」、日本相撲協会や本人へのインタビューでは「ジュゲリ・ティムラズ」、ジョージア語：თეიმურაზ ჯუღელი、ラテン文字転写：Teimuraz Jugheli）は、ジョージア（旧呼称グルジア）の首都トビリシ市出身で、木瀬部屋（閉鎖処分中は北の湖部屋）に所属した元大相撲力士、タレント、YouTuber。愛称は「ガガ」、｢ガガちゃん｣、赤鬼。趣味はDVD観賞。身長186cm、体重199kg。いわゆる「花のロクイチ組」の1人。テンダープロ所属。

## 来歴
1992年に行われたバルセロナオリンピックにおいて柔道95kg超級で金メダルを獲得したダヴィド・ハハレイシヴィリに師事し、相撲でも2005年7月に行われた世界ジュニア相撲選手権大会で無差別級3位という成績を挙げている。その後木瀬部屋に入門し、本人の「ガガ」というニックネームに木瀬親方が好む「臥」「牙」の字を当てて、武蔵丸のように成功してほしいという意味を込めて付けられた「臥牙丸」という四股名を名乗り、2005年11月場所に初土俵を踏んだ。翌2006年1月場所に7戦全勝で序ノ口優勝を果たし、同年11月場所において幕下へ昇進した。
幕下へ昇進した2006年11月場所では6勝1敗の好成績を挙げたものの、2007年に入ってからは幕下中位から下位に留まり、同年11月場所では一旦三段目に番付を下げた。その11月場所では6勝1敗の好成績を挙げて、翌2008年1月場所において1場所で幕下へ復帰したが、2008年に入っても幕下中位から下位に留まっていた。しかし、同年11月場所と続く2009年1月場所で連続して6勝1敗の好成績を挙げて、一気に自己最高位となる東幕下3枚目の位置まで番付を上げた。東幕下10枚目の位置で迎えた同年9月場所では7戦全勝で優勝決定戦へ進出し、優勝決定戦でも魁聖を破って初の幕下優勝を果たした。幕下上位15枚目以内での7戦全勝優勝ということで内規により翌11月場所において新十両へ昇進した。
新十両となった2009年11月場所では8勝7敗と勝ち越しを決め、翌2010年1月場所は東十両13枚目の位置で12勝3敗の成績を挙げて初の十両優勝を果たした。続く3月場所でも東十両3枚目の位置で8勝7敗と勝ち越し、2010年5月場所では西十両筆頭の位置で10勝5敗の好成績を挙げて、翌7月場所において新入幕を果たした。その7月場所では5勝10敗と大敗したが、翌9月場所では10勝5敗の好成績を挙げた。
2011年の大相撲八百長問題では、特別認定調査委員会の調査において八百長に関与した力士として名前が挙がったものの、その後八百長に関与していないと認められた。
2011年9月場所では初日に敗れたものの2日目から10連勝して一時は優勝争いに加わった。その後は3連敗して優勝は逃したものの、11日目には初対戦で大関の把瑠都を破り、最終的には11勝4敗の好成績を挙げて、初の三賞となる敢闘賞を受賞した。西前頭3枚目の位置まで番付を上げた翌11月場所では2勝13敗と大敗したが、翌2012年1月場所では西前頭10枚目の位置で12勝3敗の好成績を挙げて2回目の敢闘賞を受賞した。翌3月場所で新三役となる自己最高位の東小結へ昇進したが、199kgに留めていた体重が210kgにまで増加し、ばったりと前に倒れる相撲が多くなり、結果的には6勝9敗の負け越しに終わった。この3月場所後に木瀬部屋が再興されたため、それに伴い臥牙丸は北の湖部屋から木瀬部屋へと再び転籍したが、臥牙丸は北の湖部屋で過ごした間に兄弟子らに親切にしてもらったために複雑な心境であったと語っている。木瀬部屋へ戻って初の場所となった同年5月場所では西前頭2枚目の位置で5勝10敗と大敗したものの、続く7月場所では10勝5敗という好成績を挙げた。翌9月場所における場所前体重測定では自己最高体重を更新する212kgを記録し、「この目方は人としてどうかと思う。日本食がおいしいのがいけないんです」と語った。その9月場所では出足の勢いに精彩を欠いて、西前頭2枚目の位置で4勝11敗と大敗した。2013年9月場所は東前頭9枚目の地位で6勝9敗の負け越しを喫し、翌11月場所はやや運悪く4枚半下降となる西前頭13枚目まで番付を落とした。この11月場所と翌2014年1月場所は8勝7敗の勝ち越しで終え、西前頭9枚目の地位で土俵に上がった翌3月場所を6勝9敗で終えると続く5月場所は辛くも4枚半下降となる東前頭14枚目まで番付を落とした。2014年7月場所は西前頭15枚目の地位で5勝10敗を喫し、これにより新入幕以降24場所連続で務め上げた幕内の座を離れることとなった。一時は冗談交じりに『引退』の二文字を口にするようになったものの、大好きなラーメンや酒を控え、稽古を真面目に行うようになったことで復調。同年11月場所は西十両5枚目まで地位を落とし、この場所を8勝7敗で場所を終えて5場所ぶりの勝ち越しを果たす。2015年1月場所では9日目に勝ち越しを確定させるなど絶好調であり、この場所はかつて同部屋であった北太樹が13勝2敗での十両優勝を飾った中でそれに次ぐ11勝4敗の好成績を残した。しかしこの場所は幕内の中でも下から3番目の地位であったため、千秋楽の取組の前に三賞無しが確定していた。
2010年代半ば、200㎏あった体重が短期間で180kgまで落ち、体も弛んだことから臥牙丸は糖尿病だと確信。しばらくしてから病院で受診して糖尿病の治療を開始した結果、2019年には症状が落ち着いている。
2015年5月場所では前頭6枚目で横綱との対戦は無いと思われたが、日馬富士と同部屋力士の上位での人数や休場力士数の関係により10日目に横綱の日馬富士との対戦を迎えた。最初の立合いが不成立、そして2回目の立合いで日馬富士を突き押して一気にそのまま押し出し。この場所で初金星を獲得した。師匠の木瀬から「右を開くな。そうすれば、お前も勝てるかもしれない」と助言された通りに取って金星を得た格好となった。前日には仲のいい玉鷲が同じく日馬富士から初金星を挙げており、臥牙丸も「相撲のサイトを見ていたら、玉鷲もある。栃ノ心も…。俺も欲しいなと思っていた」と動機付けについて明かした。この場所は13日目に負け越しが決まったものの、14日目と千秋楽は連勝で終えた。2015年7月場所から2016年5月場所までは2015年11月場所以外は全て負け越し、2016年7月場所はついに2度目の十両陥落となった。この場所では215kgあった体重を193kgまで減らしたことが層を奏したのか、8勝7敗の勝ち越し。一場所で再入幕を果たしたが、9月場所は5勝10敗と二桁の黒星。東前頭12枚目の地位での10敗と、十両再陥落も覚悟されたが、11月場所は東前頭16枚目の地位に留まり、8勝7敗と踏みとどまった。
2017年1月場所は東前頭13枚目の地位で5勝10敗。4場所ぶりに十両降格となった3月場所は東十両2枚目の地位で迎えたが、13日目に負け越しが確定、そこから2連勝で7勝8敗に収めたが、1場所での再入幕とはならなかった。5月場所は東十両3枚目の地位で9勝を挙げ、続く7月場所で再入幕を果たした。幕尻の東前頭16枚目で迎えた7月場所は初日から3連敗、10日目から6連敗を喫するなど3勝12敗と精彩を欠いた。一気に西十両7枚目に番付を下げて臨んだ9月場所も5勝10敗と二桁の負け越しに終わった。11月場所は東十両12枚目と幕下陥落のピンチとなったため、番付発表前の10月15日の秋巡業京都場所では明生、竜電、琴恵光、矢後を相手に申し合いを行い、5連勝を含める8勝3敗。臥牙丸は「もう後がない。九州場所で頑張らないと幕下に落ちてしまう。しっかり稽古します」と九州場所での活躍を誓っていた。その甲斐もあってか、11月場所では出足のスピードと諸手突きの威力が戻り、10勝5敗とおよそ2年半ぶりの二桁勝利を決めた。2018年7月場所は西十両9枚目の地位で7勝8敗。次の9月場所は前場所より2枚半下降の東十両12枚目。7勝8敗での2枚半下降は稀にしか起こらない不運な番付編成である。翌9月場所では6勝止まりとなり、53場所勤めた関取の座を手放すことになった。幕下陥落に至るまでの不調の背景として後述のように母親が死去しており、これに関して臥牙丸は「お母さんとはSkypeで毎日、話していたけど、もう使わなくなった」と語っていた。母を喪ったことで母親のために頑張るという目標を失った臥牙丸は一時期本気で引退を考えたが、師匠から檄を飛ばされて現役続投に至った。
東幕下筆頭に番付を落とし、関取の地位を失った11月場所は、5勝2敗と4場所ぶりの勝ち越しを決めた。場所後の番付編成会議の結果、2019年1月場所での十両復帰が決定し、1場所での関取返り咲きとなった。その後2019年11月場所まで十両の地位を守ったが、11月場所では両膝から水を3リットルも抜くなど怪我に苦しみ自身初の途中休場となり、翌年の1月場所での幕下陥落が確定した。同年5月場所では三役経験者としては史上10人目の三段目降格となった。その後も休場が続き同年11月場所では三役経験者として照ノ富士に続き2人目となる序二段降格となったが、同場所10日目の11月17日に、日本相撲協会から引退が発表された。
同月18日に2019新型コロナウイルス感染防止のため、オンラインで師匠同席の引退会見を行った。両膝の回復が思わしくなく、手術をしても相撲は取れないと複数の医師に言われたことから師匠と相談し引退を決めたという。弟弟子の面倒見がよく、相撲を教えることがうまかったため、不在のときに師匠は部屋を任せていたと話している。日本国籍を取得していないため相撲協会には残らないが、日本には留まり、新たな仕事につく意向である。

### 引退後
2021年7月場所6日目（7月9日）、ABEMA大相撲中継で解説を務めた。体重は公称199kgであったが実際には220kgあったことを明かし、引退後は1日10km歩き、替え玉を13玉食べるほど好きなラーメンをやめて野菜中心の食生活を続けて60kgダイエットしたと話している。
所属部屋の兄弟子として後輩の指導や心の支えとなる一方、日本相撲振興財団のメンバーとして相撲を通して国内外に交流活動をしていくという。
2022年7月30日に断髪式が行われた。都内の会場に約170人が参加。師匠だった11代木瀬や同郷の栃ノ心らは新型コロナ関連で会場に足を運べなかったものの、13代宮城野など現役時代から親交のあった協会員ら数人も駆けつけてくれた。この日、現役時代の2015年から交際していた日本人の女性との結婚を発表。現役時代は結婚のタイミングが無く、引退後も新型コロナウイルス感染拡大の影響で結婚の順延が重ねられていた。
2025年現在は実業家として、栃木県小山市にて中古タイヤの輸出業を営んでいる。

## 取り口
臥牙丸は200キロ超える巨体を生かした突き押しが最大の武器で、立合いの出足が鋭く一気に相手を持っていくこともあった。しかし上体に肉が集まったバランスの悪い体型であるため、引きや叩きに脆く負ける時はしばしば腹から落ちることがある。2014年3月場所前の座談会では元小結・和歌乃山から「前に落ちるってことは、体重が多すぎるってことじゃない？」「稽古が足りないな（笑）」と一蹴され、隆乃若からも「自分の体重を活かしきれてないってことですよね。武蔵丸さんは臥牙丸よりも体重があったけど、俊敏さがありましたよね」と厳しく言われている。以前は200キロを超える力士とは思えないほど腰が軽く、廻しを取られると簡単に体が浮いて投げられてしまったが、2014年頃から四つになってもそれなりに相撲を取れる。2015年頃から太り過ぎからか加齢からか立合いの出足が鈍くなり、手を付いて起き上がるだけの立ち方が目立つようになった。2019年5月場所9日目には、十両以下の対戦成績を含めて5勝8敗と不利であった東龍に左を差して一気の寄り切りで勝っている。このように、廻しを引かれると不利な相手にも左を差して巨腹を活かして出れば勝つ場合もある。縦ミツは緩く、北の富士からも苦言を呈されるほどである。

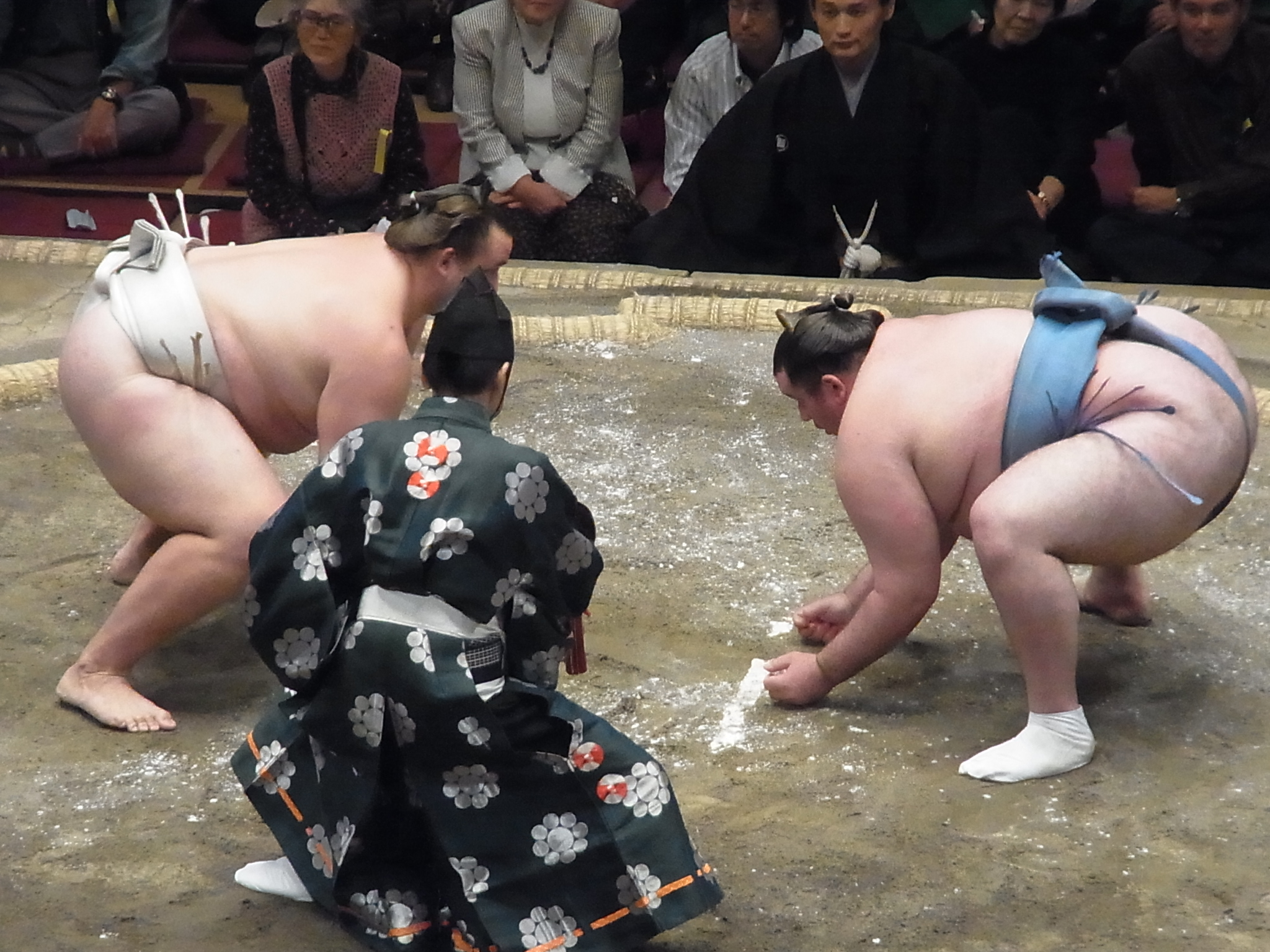
明治神宮例祭奉祝 奉納70回全日本力士選士権大会 相手は把瑠都関（2011年10月3日撮影）
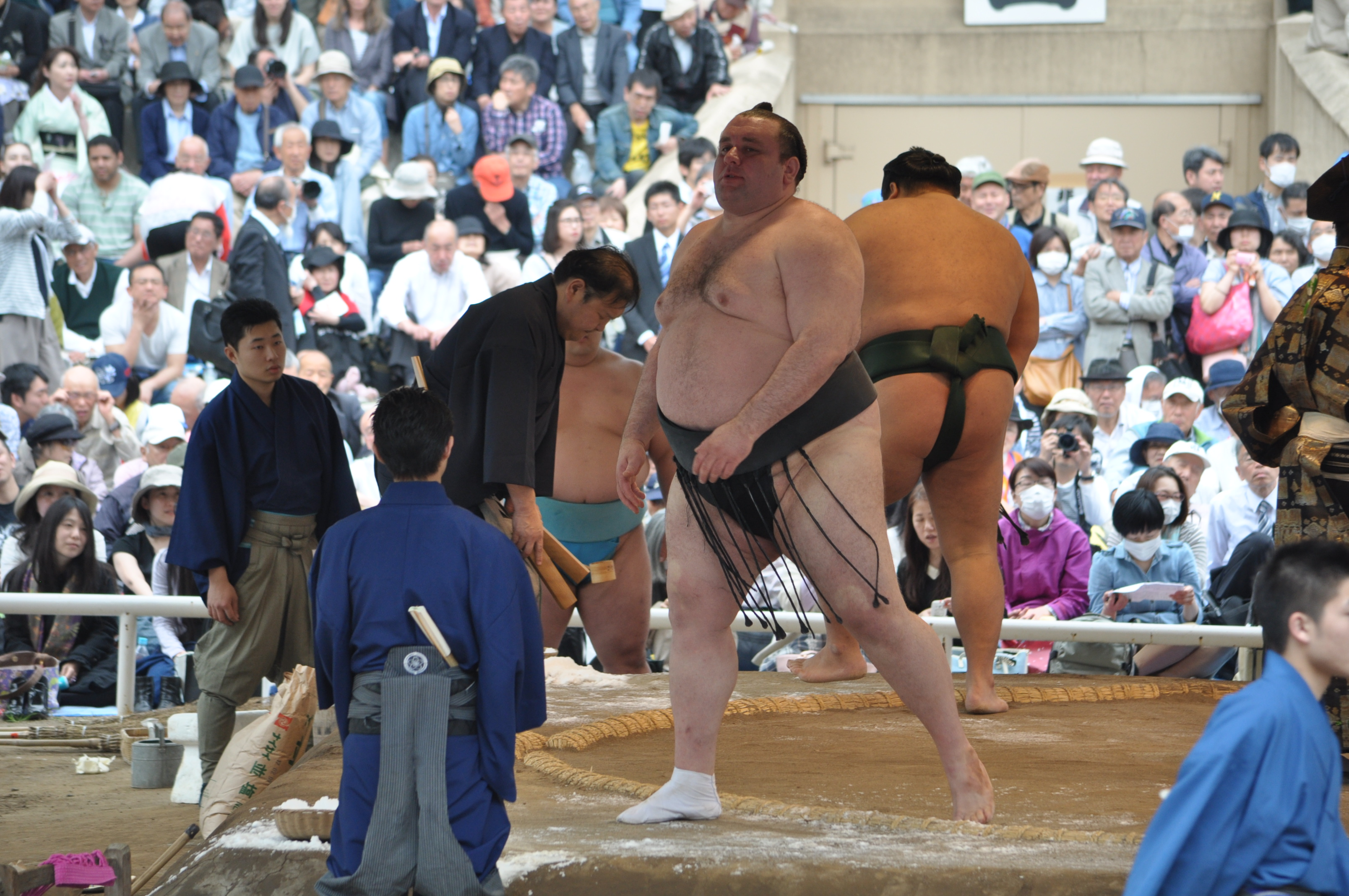
靖国神社奉納大相撲 相手は千代大龍関（2017年4月17日撮影）

## エピソード

### 人物
- 日本の文化の中でも先輩・後輩の上下関係を尊重しており、その文化のおかげで立派な日本が生まれている、その文化が「平和」「パワハラ」などという見方で崩れつつある、と主張している[34]。

### 新弟子時代
- ある時道に迷ってやっと部屋に着いたら親方から「迷子になったら探すのが大変だから、一人で出歩くのはもう禁止」と心配された。故郷のジョージアと異なり道の見た目がどれも似ているので迷ったという[34]。
- ある時チーズが沢山店に並んでいてやけに安いと思い5、6個買って食べたら、それは実は豆腐をチーズと勘違いしていただけだと気付いた[34]。

### 相撲関連
- 玉鷲を苦手としており、これまでの対戦成績は臥牙丸の2勝14敗と大きく差をつけられている。2013年11月場所10日目に対戦した際には物言いの末に取り直しとなり、取り直しの一番では玉鷲に寄り切られて敗れてしまい、支度部屋で風呂から上がった後のインタビューで臥牙丸は顔を真っ赤にして涙を流しながら、「勝ちたかった。マジで。なんで玉鷲はオレだけに強いの。（取り直し後の一番では）絶対に押し出してやろうと思ったけど。これ以上、どう相撲取ればいいか分からない」と嘆いた[35]。ただし、普段は玉鷲との仲は良い[16]。
- かつては、臥牙丸がお気に入りのチョコレート色の派手な廻しを締めていた。
- 2014年3月場所、正確に言えば同年2月の花相撲から横綱・白鵬の土俵入りに協力している。本来は横綱と同じ部屋ないしは同じ一門の力士が務める慣例があり、一門が違う力士（白鵬は伊勢ヶ濱一門、臥牙丸は出羽海一門）が務めるのは極めて異例のことであるが、諸事情があり白鵬の太刀持ち・露払い共に交代せざるを得なくなってしまい、伊勢ヶ濱一門に適任者がいなくなってしまったところに自ら志願したようである[36]。現在も、白鵬の太刀持ちや露払いが何らかの事情で務められなくなると代打を任されることがある。ちなみに、臥牙丸と同じジョージアの先輩である黒海も現役時代は白鵬の露払いを務めていた。
- ジョージアのヨーグルトを再現した「ジョージアヨーグルト」を代表的な商品とする中沢乳業から化粧廻しを贈られている[37]。

### 食生活
- ラーメンが大好きで、その中でも臥牙丸は師匠の木瀬親方の出身地である熊本県の熊本ラーメンが大好きと語っている。2013年11月場所におけるNHK総合・大相撲中継では北の富士勝昭・舞の海秀平・藤井康生の3人が「場所入り後に熊本ラーメンを12杯も食べた」と具体的に証言していた[38]。ちなみに臥牙丸の初土俵は九州場所であり、当時は熊本に九州場所用の宿舎があったため、現在でも九州場所前には宿舎の元貸主のいる熊本へ挨拶に出掛け、お気に入りの豚骨ラーメンを食べるのが恒例となっている[39]。
  - 2016年2月10日、臥牙丸はなぜか自身の誕生日である2月23日より13日も早く届けられた誕生日プレゼントをツイッターに公開した。スナック菓子のうまい棒と、臥牙丸の大好物とされるインスタントの熊本ラーメンなどで作られたタワーであった。身長187cmの臥牙丸とほぼ同じ高さで、臥牙丸の故郷・ジョージアと日本の国旗が飾られていた。臥牙丸の好物にちなんだエピソードである[40]。
  - 引退後の2021年7月場所13日目のABEMA大相撲中継の解説を務めた際、実況の清野茂樹アナウンサーからかつては九州で大好物のラーメンを13玉食べていたというエピソードを振られると、それが前日の18時から飲み明かした後に6時に摂った朝食であり、その後朝稽古に向かったと明かしている。臥牙丸がそれだけの量を食べたのは、12玉以上食べると貰えるどんぶりが目当てだったためである[41]。
- アイスクリームも大好きであり、三段目や幕下の頃は1日に2-3kg食べていた。その頃は体重が140kg前後だったが、アイスクリームを大量に食べだしてから太りだした。アイスクリームは1人前サイズのものは10個以上まとめ買いするのが当たり前で、ファミリーサイズ1パック(1kg)単位で食べていた[42]。臥牙丸の話によると、「昔はアイスを2～3kg? ああ、食べてましたね。今でもアイスは食べますよ。大好きなんです。一番好きな商品? 『ピノ』ですね」とのこと。後に『ピノ』を1日5、6箱食べる程度に減らしている[43]。
- 和食では納豆が大好物。「素晴らしくおいしい。つい、ご飯を食べ過ぎちゃって」というほど好んでおり、朝稽古の後のちゃんこでは毎日食べているという[11]。納豆に馴染めたことが力士として出世した一因と言える。
- 肉は1度に5㎏から6㎏食べるのがざらであった[42]。
- 一方で好き嫌いも多いようであり、北の湖部屋在籍時代にはちゃんこの時間になる度に自分の口に合うものがどこにあるか懸命に探していたという[44]。
- 現役時代は焼酎では酔えずウイスキー1日4リットルを常飲する酒豪であった[45]。

### 巨体関連
- 現役時代は睡眠時無呼吸症候群でCPAPを使用していた。部屋の兄弟子の中には睡眠時無呼吸症候群の影響で横になって寝ることができず座って就寝する力士もいたと証言している[46]
- 現役時代に体重が200kgを超えた頃から「人間じゃないような感じがした」と恥ずかしくなって協会の体重測定を拒否した。そのため協会の公式プロフィール上は体重が199kgで止まっていた。最重量時には230kgあったと引退後に明かしている。
- 現役当時はその巨体のため自転車の車体が折れて真っ二つになったこともある。使用していた既成の洋式便器や椅子、ソファもその体重に悲鳴を上げて悉く壊れた。230kgまで体重が増えた頃には10分歩くだけで汗だくになった[42]。
- 力士と猛暑の関係については「力士は浴衣でないと外出してはいけないが、猛暑の時は1回外出するだけで浴衣をクリーニングに出さなければならない(浴衣は個人では洗濯出来ない)から、なるべく16度まで冷やしたクーラーの効いた部屋にいた。特に自分の場合は夏に屋外で歩いたことがなく、500mの距離でもタクシーに乗っていたので、夏の暑さはタクシーから店や部屋に入る間の暑さしか分からない」という趣旨の証言をしている[47]

### 語学力
- 日本語は熱心なコミュニケーションの練習の甲斐あって流暢に話せたが、読み書きの方は現役時代に習得できなかった。部屋の女将が持ってきてくれた本を、日本語の読解ができないため読まなかったことは本人にとって心残りであった。また、騙されるといけないので、日本語の契約書類には絶対にサインしなかった[34]。
- 引退後も「解説は、字が読めないからできない」と語っている[34]。

### 故郷・家族
- 2006年10月に警察官だった父親を交通事故で失い、ワイン用のぶどう園を営む母親もその時の後遺症により内臓の持病を抱え、臥牙丸が新三役に昇進した時期には毎週4日ほど人工透析を受けるために通院していた[48]。母親は健康状態が悪く渡航も困難であったが、将来的には母を日本の病院に入れたいと語っていた。
  - しかし、母は2018年の名古屋場所後に死去。場所後の夏巡業の最初は休場。公式に発表された休場の内訳は「診断書無し、身内の不幸」[49]。夏巡業に戻り寂しそうな顔をしていた臥牙丸に対し、母の死を知った白鵬と鶴竜は香典を手渡した。また白鵬は「いつも近くで見守ってくれているから、寂しそうにしていたら悲しむぞ」と励ました[50]。
- 2009年5月末に緊迫する対ロシア情勢の中で徴兵検査を受け、1ヶ月ほどの軍事訓練を受けるために帰国し、同年7月に再入国した（黒海・栃ノ心も同様）[51]。
- 四股名は「ガガ」という臥牙丸自身の幼少時からのニックネームから付けられたもの[6][52]だが（出生時に母親がガガと命名しようとしたがジュゲリと名付けられ、その後はずっと「ガガ」と呼ばれていた[要出典]）、レディー・ガガが有名になって以降、臥牙丸は「名前をまねしたと思われるけど、そうじゃないから」と主張しているが、レディー・ガガの曲は好きで、「すごい好き。僕の名前で、有名な人が出てきてうれしい」と語っている[52]。

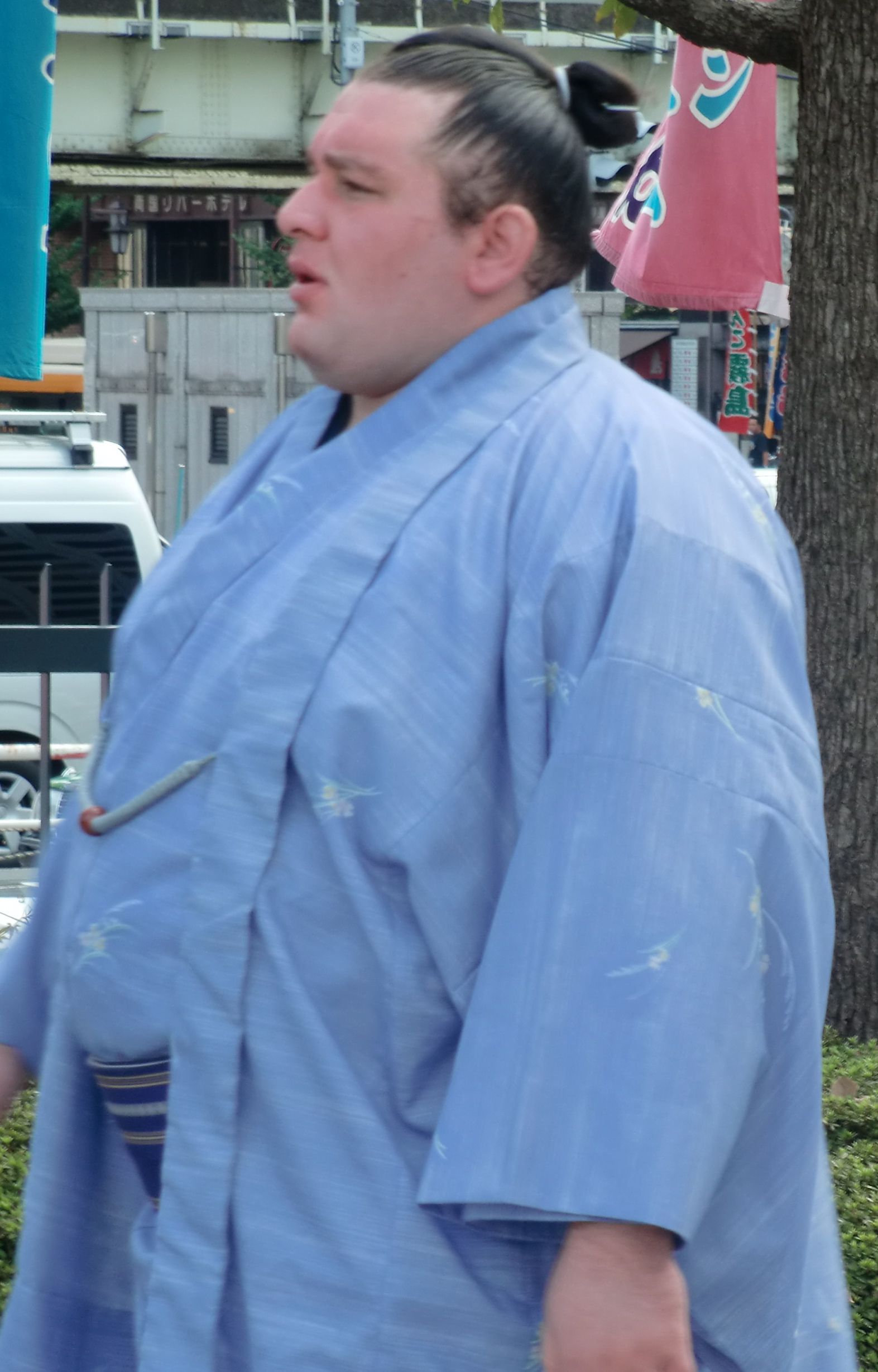
2010年9月

### その他
- 2011年1月14日、臥牙丸は墨田区内のインド料理店で食事中に黒海と口論になり、店の厨房と客席を仕切るガラス扉を割った上に天井に穴を開けていたことが判明し[53][54]、その際、店長からの警察への通報により器物損壊罪容疑で警視庁本所警察署から事情聴取を受けたということが同年1月24日に明らかになった[55]。黒海は「親類を亡くして落ち込んでいた臥牙丸を励ましていたが、立ち上がった際にガラスが手に当たった」と説明している[56]。黒海の師匠である追手風親方（元幕内・大翔山）は騒動から5日経過した同年1月19日に放駒理事長（元大関・魁傑）に事件について報告し、同年1月24日に黒海・臥牙丸の両者と監督責任として追手風親方が放駒理事長から厳重注意を受けた[56]。放駒理事長は「喧嘩したとは聞いていない。ただ、（本場所中の）そんな時間まで顔が合う（取組が組まれる）力士（同士）が飲んでいたのは問題だ」と本場所中の騒動であったことを問題視し、放駒理事長は同年2月1日に開かれた力士会において両者に対して注意を行った[56]。店側とは既に示談が成立している。
- 2015年8月27日、東京・丸の内のJPタワー内にある商業施設「KITTE」で、同月29日に開かれる大相撲夏巡業「KITTE場所」に向けて豊ノ島と共にトークショーを行った際には「寝ることが一番幸せ」と出無精ぶりをアピール。また「昔は把瑠都関と、最近は大砂嵐と間違えられる」と悩みを告白した[57]。
- 北の湖部屋時代は北の湖が怖くて食事が喉を通らなかったという。

## 合い口
- 第69代横綱・白鵬には0勝5敗。
- 第70代横綱・日馬富士には2勝5敗。平成27年5月場所、金星を獲得。
- 第71代横綱・鶴竜には0勝5敗。
- 第72代横綱・稀勢の里には0勝6敗。
- 第73代横綱・照ノ富士には1勝1敗。照ノ富士の1度目の大関昇進前の対戦。なお、照ノ富士が大関陥落後、十両で2度顔が合って1勝1敗。
- 大関・御嶽海には3勝1敗。全て御嶽海の大関昇進前の対戦である。
- 元大関・琴欧洲には0勝6敗。
- 元大関・把瑠都には2勝5敗。
- 元大関・琴奨菊には1勝5敗。ただしこの1勝は不戦勝のため、相撲を取っての勝利はなし。
- 元大関・豪栄道には2勝2敗。すべて豪栄道の大関昇進前の対戦。
- 元関脇・若の里には9勝1敗。十両での対戦を含めると10勝2敗。
- 元関脇・勢には1勝9敗。十両以下での対戦を含めると3勝10敗。
- 元小結・豊真将には0勝9敗。
- 舛ノ山には7勝1敗。十両以下での対戦を含めると7勝2敗。
- 関脇・宝富士には0勝7敗。
- 関脇・妙義龍には1勝7敗。十両以下での対戦を含めると3勝9敗。
- 関脇・玉鷲には2勝14敗。

## 略歴
- 2005年11月場所 - 初土俵
- 2006年1月場所 - 序ノ口（7戦全勝優勝）
- 2006年3月場所 - 序二段
- 2006年5月場所 - 三段目
- 2006年11月場所 - 幕下
- 2009年9月場所 - 幕下優勝（7戦全勝）
- 2009年11月場所 - 十両
- 2010年1月場所 - 十両優勝（12勝3敗）
- 2010年7月場所 - 新入幕
- 2011年9月場所 - 敢闘賞（初、11勝4敗）
- 2012年1月場所 - 敢闘賞（2度目、12勝3敗）
- 2012年3月場所 - 新三役
- 2020年11月場所 - 引退

## 主な成績

### 通算成績
- 通算成績：516勝538敗32休（89場所）
- 幕内成績：242勝298敗（36場所）
- 十両成績：169勝174敗2休（23場所）

### 各段優勝
- 十両優勝：1回（2010年1月場所）
- 幕下優勝：1回（2009年9月場所）
- 序ノ口優勝：1回（2006年1月場所）

### 三賞・金星
- 敢闘賞：2回（2011年9月場所、2012年1月場所）
- 金星：1個
  - 日馬富士1個（2015年5月場所)

### 場所別成績
| | 一月場所 初場所（東京） | 三月場所 春場所（大阪） | 五月場所 夏場所（東京） | 七月場所 名古屋場所（愛知） | 九月場所 秋場所（東京）   | 十一月場所 九州場所（福岡） |
| --- | ----------------------- | ----------------------- | ----------------------- | --------------------------- | ------------------------- | --------------------------- |
| 2005年 （平成17年） | x                       | x                       | x                       | x                           | x                         | （前相撲）                  |
| 2006年 （平成18年） | 西序ノ口34枚目 優勝 7–0 | 東序二段28枚目 6–1      | 西三段目64枚目 4–3      | 西三段目45枚目 5–2          | 西三段目16枚目 5–2        | 西幕下55枚目 6–1            |
| 2007年 （平成19年） | 西幕下24枚目 3–4        | 東幕下35枚目 3–4        | 西幕下46枚目 4–3        | 東幕下39枚目 3–4            | 東幕下48枚目 2–5          | 西三段目12枚目 6–1          |
| 2008年 （平成20年） | 西幕下35枚目 4–3        | 西幕下27枚目 3–4        | 東幕下35枚目 2–5        | 西幕下54枚目 4–3            | 西幕下43枚目 4–3          | 西幕下32枚目 6–1            |
| 2009年 （平成21年） | 東幕下13枚目 6–1        | 東幕下3枚目 3–4         | 西幕下6枚目 4–3         | 西幕下5枚目 3–4             | 東幕下10枚目 優勝 7–0     | 東十両14枚目 8–7            |
| 2010年 （平成22年） | 東十両13枚目 優勝 12–3  | 東十両3枚目 8–7         | 西十両筆頭 10–5         | 東前頭12枚目 5–10           | 東前頭15枚目 10–5         | 東前頭10枚目 9–6            |
| 2011年 （平成23年） | 西前頭6枚目 5–10        | 八百長問題 により中止   | 東前頭14枚目 8–7        | 西前頭7枚目 5–10            | 西前頭11枚目 11–4 敢      | 西前頭3枚目 2–13            |
| 2012年 （平成24年） | 西前頭10枚目 12–3 敢    | 東小結 6–9              | 西前頭2枚目 5–10        | 東前頭7枚目 10–5            | 西前頭2枚目 4–11          | 東前頭7枚目 8–7             |
| 2013年 （平成25年） | 東前頭4枚目 6–9         | 東前頭6枚目 5–10        | 西前頭11枚目 11–4       | 西前頭2枚目 3–12            | 東前頭9枚目 6–9           | 西前頭13枚目 8–7            |
| 2014年 （平成26年） | 東前頭12枚目 8–7        | 西前頭9枚目 6–9         | 東前頭14枚目 7–8        | 西前頭15枚目 5–10           | 西十両3枚目 5–10          | 西十両5枚目 8–7             |
| 2015年 （平成27年） | 西十両2枚目 11–4        | 西前頭15枚目 11–4       | 東前頭6枚目 7–8 ★       | 西前頭6枚目 6–9             | 東前頭9枚目 6–9           | 東前頭11枚目 8–7            |
| 2016年 （平成28年） | 西前頭9枚目 7–8         | 東前頭10枚目 5–10       | 東前頭15枚目 6–9        | 東十両筆頭 8–7              | 東前頭12枚目 5–10         | 東前頭16枚目 8–7            |
| 2017年 （平成29年） | 東前頭13枚目 5–10       | 東十両2枚目 7–8         | 東十両3枚目 9–6         | 東前頭16枚目 3–12           | 西十両7枚目 5–10          | 東十両12枚目 10–5           |
| 2018年 （平成30年） | 西十両5枚目 8–7         | 東十両5枚目 8–7         | 西十両2枚目 4–11        | 西十両9枚目 7–8             | 東十両12枚目 6–9          | 東幕下筆頭 5–2              |
| 2019年 （平成31年 /令和元年） | 東十両14枚目 8–7        | 東十両8枚目 8–7         | 東十両7枚目 9–6         | 西十両2枚目 3–12            | 東十両10枚目 6–9          | 西十両12枚目 1–12–2         |
| 2020年 （令和2年） | 東幕下9枚目 0–3–4       | 西幕下44枚目 休場 0–0–7 | 感染症拡大 により中止   | 東三段目28枚目 休場 0–0–7   | 西三段目85枚目 休場 0–0–7 | 東序二段46枚目 引退 0–0–5   |
| 各欄の数字は、「勝ち-負け-休場」を示す。 優勝 引退 休場 十両 幕下 三賞：敢=敢闘賞、殊=殊勲賞、技=技能賞 その他：★=金星 番付階級：幕内 - 十両 - 幕下 - 三段目 - 序二段 - 序ノ口 幕内序列：横綱 - 大関 - 関脇 - 小結 - 前頭（「#数字」は各位内の序列） |                         |                         |                         |                             |                           |                             |

### 幕内対戦成績
| 力士名     | 勝数 | 負数 | 力士名   | 勝数 | 負数 | 力士名   | 勝数 | 負数 | 力士名   | 勝数 | 負数 |
| ---------- | ---- | ---- | -------- | ---- | ---- | -------- | ---- | ---- | -------- | ---- | ---- |
| 碧山       | 2    | 3    | 朝赤龍   | 3    | 3    | 旭日松   | 1    | 0    | 東龍     | 1    | 2    |
| 天風       | 0    | 1    | 安美錦   | 3    | 5    | 阿夢露   | 2    | 2    | 荒鷲     | 0    | 5    |
| 阿覧       | 5    | 3    | 勢       | 1    | 9    | 石浦     | 1    | 1    | 逸ノ城   | 0    | 3    |
| 遠藤       | 5    | 1    | 大砂嵐   | 4    | 3    | 隠岐の海 | 1    | 5    | 魁聖     | 6    | 6    |
| 輝         | 1    | 3    | 鏡桜     | 3    | 0    | 垣添     | 2    | 0    | 鶴竜     | 0    | 5    |
| 春日王     | 2    | 0    | 稀勢の里 | 0    | 6    | 北太樹   | 6    | 7    | 木村山   | 1    | 2    |
| 旭秀鵬     | 5    | 5    | 旭天鵬   | 6    | 8    | 旭南海   | 0    | 1    | 豪栄道   | 2    | 2    |
| 光龍       | 1    | 0    | 黒海     | 1    | 1    | 琴欧洲   | 0    | 6    | 琴春日   | 1    | 1    |
| 琴奨菊     | 1(1) | 5    | 琴勇輝   | 3    | 3    | 磋牙司   | 2    | 1    | 佐田の海 | 4    | 5    |
| 佐田の富士 | 3    | 5    | 里山     | 1    | 2    | 霜鳳     | 2    | 1    | 正代     | 0    | 2    |
| 翔天狼     | 7    | 5    | 松鳳山   | 0    | 7    | 青狼     | 0    | 2    | 蒼国来   | 7    | 4    |
| 大栄翔     | 2    | 3    | 大喜鵬   | 1    | 0    | 大翔丸   | 4    | 2    | 大道     | 4    | 1    |
| 貴景勝     | 1    | 0    | 貴ノ岩   | 5    | 1    | 隆の山   | 2    | 0    | 高見盛   | 1    | 2    |
| 髙安       | 2    | 6    | 宝富士   | 0    | 7    | 豪風     | 13   | 6    | 玉飛鳥   | 2    | 2    |
| 玉鷲       | 2    | 14   | 千代鳳   | 4    | 7    | 千代翔馬 | 1    | 1    | 千代大龍 | 3    | 6    |
| 千代ノ皇   | 0    | 1    | 千代の国 | 2    | 2    | 千代丸   | 2    | 2    | 照ノ富士 | 1    | 1    |
| 天鎧鵬     | 1    | 0    | 時天空   | 4    | 12   | 德瀬川   | 0    | 1    | 土佐ノ海 | 1    | 0    |
| 土佐豊     | 5    | 2    | 栃煌山   | 5    | 2    | 栃ノ心   | 3    | 5    | 栃乃洋   | 2    | 1    |
| 栃乃若     | 4    | 3    | 豊桜     | 1    | 0    | 豊ノ島   | 3    | 7    | 豊響     | 7    | 7    |
| 錦木       | 0    | 4    | 白馬     | 1    | 0    | 白鵬     | 0    | 5    | 把瑠都   | 2    | 3    |
| 日馬富士   | 2    | 5    | 富士東   | 5    | 1    | 武州山   | 1    | 1    | 豊真将   | 0    | 9    |
| 北勝力     | 1    | 0    | 北勝富士 | 0    | 1    | 誉富士   | 4    | 0    | 舛ノ山   | 7    | 1    |
| 御嶽海     | 3    | 1    | 雅山     | 5    | 1    | 妙義龍   | 1    | 7    | 猛虎浪   | 2    | 1    |
| 芳東       | 2    | 1    | 嘉風     | 5    | 8    | 若荒雄   | 2    | 0    | 若の里   | 8    | 1    |

## 改名歴
- 臥牙丸 太郎（ががまる たろう）2005年11月場所 - 2008年5月場所
- 臥牙丸 勝（- まさる）2008年7月場所 - 2020年11月場所